# Vicente Suárez
Vicente Suárez är en ort i Mexiko.   Den ligger i kommunen Lerdo och delstaten Durango, i den centrala delen av landet, 800 km nordväst om huvudstaden Mexico City. Vicente Suárez ligger 1 344 meter över havet och antalet invånare är 408.
Terrängen runt Vicente Suárez är varierad. Runt Vicente Suárez är det ganska glesbefolkat, med 47 invånare per kvadratkilometer. Närmaste större samhälle är Mapimí, 11,7 km norr om Vicente Suárez. Omgivningarna runt Vicente Suárez är i huvudsak ett öppet busklandskap.